# 浴血狂花
《浴血狂花》（英語：Revenge）是一部2017年上映，由美國和法國合拍的驚悚動作片。由柯洛里·法吉特執導，由瑪蒂爾達·魯茨及凱文·詹森斯主演。

## 劇情
三名好友進行一年一度的狩獵旅行，理察也帶上自己的情婦珍妮佛同行，不料其中一人色慾薰心，強姦了珍妮佛，讓原本的放縱之旅變調成致命殺機。被凱文推下懸崖而身受重傷的珍妮佛甦醒後決心利用方法報復他們……

## 演員
- 瑪蒂爾達·魯茨飾演珍妮佛（Jennifer）
- 凱文·詹森斯飾演理查德（Richard）

## 製作

### 拍攝
主體拍攝於2017年2月在摩洛哥進行，並在同年3月完成拍攝。

## 發行
2018年1月21日，霓虹娛樂取得電影在美國的發行權。 
《浴血狂花》定於2018年7月6日在香港發行DVD ，香港和美國則分別於2018年5月10日及11日正式上映。
該片的官方預告片於2018年3月31日發布。

## 評價
爛番茄根據88條評論給予92%的新鮮度（平均評分為8.1分，滿分為10分）。該片在Metacritic上持有81分（基於23位評論家），顯示「普遍好評」。

## 備註
1. 此片於香港國際電影節上映時譯為《烈女復仇》。

## 外部連結
- 互联网电影数据库（IMDb）上《浴血狂花》的资料（英文）
- Metacritic上《浴血狂花》的資料（英文）
- 爛番茄上《浴血狂花》的資料（英文）
- 豆瓣电影上《浴血狂花》的資料 （简体中文）